# Natura 2000
NATURA 2000 er et fælleseuropæisk projekt, der drejer sig om naturbeskyttelse. Det er oprettet i et fællesskab mellem EU og medlemslandene, ud fra en overordnet målsætning om at stoppe forringelser af naturens mangfoldighed.
Projektet består i gensidigt samvirke mellem to underprojekter:
- Special Area of Conservation ("Særligt bevaringsområde" eller SAC)
- Special Protection Area ("Særligt beskyttelsesområde" eller SPA)

Regler og procedurer for Natura 2000-planerne i Danmark er fastsat i miljømålsloven, hvis første version blev vedtaget i december 2003 (revideret i 2016) 

## Baggrund
Den Europæiske Union vedtog i 1992 et direktiv, som havde til hensigt at fremme beskyttelsen af de mest truede naturtyper, svampe-, plante- og dyrearter i Europa. I daglig tale kaldes det for "habitatdirektivet", og det pålægger de nationale regeringer at udpege områder, der indeholder truede eller sårbare arter og deres levesteder. Til direktivet findes et bilag, som nævner 230 dyrearter, 483 plantearter og 198 biotoper, der skal beskyttes.

## Nationale opgaver
Det er medlemslandenes ansvar at sikre Natura 2000-områderne og at sørge for, at de anvendes på en måde, så der vitterlig bliver draget omsorg for bilagets truede arter og biotoper. I Danmark blev områderne udpeget i perioden 1998-2004.
Projektet samarbejder med og bidrager til smaragdnetværket for Areas of Special Conservation Interest ("Områder af særlig bevaringsinteresse" eller ASCI), der er oprettet under Bern-konventionen.
Natura 2000 består af habitat- og fuglebeskyttelsesområder. Ramsarområderne er en del af fuglebeskyttelsesområderne, og de kaldes alle også for internationale naturbeskyttelsesområder. Habitat- og fuglebeskyttelsesområderne under Natura 2000 danner tilsammen et økologisk netværk af beskyttede naturområder gennem hele EU.

### Bevaringsstatus
Hvert sjette år skal Danmark, i lighed med alle EU-lande i Natura 2000-samarbejdet, indberette bevaringsstatus for naturtyperne og arter
omfattet af habitatdirektivet jf. direktivets Artikel 17. Bevaringsstatus skal bedømmes ud fra forskellige kriterier, blandt andet forekomst og bestandsudvikling af en lang række typiske arter. De typiske arter skal omfatte arter der er følsomme for miljøforandringer og som derfor kan give tidlige advarsler om en uønsket udvikling. Et notat fra DCE Nationalt Center for Miljø og Energi ved Aarhus Universitet fastslog ved rapporteringen i 2019 at Naturen i Danmark har ikke fået det bedre i de seneste seks år. 95 % af naturtyperne og 57 % af arterne er i ugunstig bevaringsstatus.

## Jagt
Der må gerne drives jagt på dyr med jagttid i Natura 2000-områder. Dog foreskriver de direktiver, der danner grundlag for Natura 2000-områderne (Fuglebeskyttelsesdirektivet, Habitatdirektivet og Ramsarkonventionen), at jagten skal være bæredygtig og at der foretages passende foranstaltninger for at beskytte de arter, som områderne er udpeget for. Også mellem jægere og ornitologer på europæisk plan, er der indgået aftale om at fuglebeskyttelsesdirektivet ikke er en hindring for jagt.
Der kan desuden drives jagt på de arter, som udgør grundlaget for udpegningen af fuglebeskyttelsesområdet, hvis arterne i øvrigt er opført som jagtbare i fuglebeskyttelsesdirektivet (art. 7).
Der kan drives jagt fra motorbåd, hvis den ikke kan sejle hurtigere end 18 km/t og under jagten ikke drives frem med en hastighed på over 5 km/t. Dette forhold er allerede indarbejdet i dansk jagtlovgivning: For at sikre fuglene fred er der udpeget 35 områder omkring i landet, hvor der ikke må drives jagt med motorbåd. Det samme gælder i en del af Danmarks 95 fuglereservater. Generelt er motorbådsjagt forbudt i september måned, samt på alle ferske vande.

## Natura 2000-områder i Danmark
Der er i Danmark udpeget 254 habitatområder, 113 fuglebeskyttelsesområder, og 27 ramsarområder; det giver ikke 394 områder i alt, da nogle områder hører under flere kategorier.
- Til lands er der 2.179 km², der både er udpeget som habitat- og fuglebeskyttelsesområde, mens 986 km² kun er udpeget som habitatområde og 418 km² kun er udpeget som fuglebeskyttelsesområde.
- Til vands er der 7.028 km², der både er udpeget som habitat- og fuglebeskyttelsesområde, mens 935 km² kun er udpeget som habitatområde og 5.084 km² kun er udpeget som fuglebeskyttelsesområde.
- I alt er 16.638 km² beskyttet under projektet.

For at udvælge områder som det er vigtigt at beskytte, har man udarbejdet en liste over naturtyper der skal beskyttes, især typerne:
- Der er i fare for at forsvinde
- Der har et begrænset naturligt udbredelsesområde, eller
- Der er karakteristiske for forskellige områder af Europa

Der er ligeledes udarbejdet en liste over truede fuglearter, og deres biotoper indgår også i vurderingerne af naturområderne.

### Høring og videre forløb
14. januar 2010 gik høringsperioden for Natura 2000-planerne i gang, først med en forhøring hvor kommunerne gennemgår delplanerne, som derefter opdateres af By og Landskabsstyrelsen. Herefter vil der være en egentlig offentlig høring i et halvt år – hvor alle kan bidrage og deltage.
Efter høringen udarbejder By- og Landskabsstyrelsen så den endelige, samlede Natura 2000-plan 2010-2015 der blev endeligt godkendt og offentliggjort af miljøminister Ida Auken 7. december med ikrafttrædelse 8. december 2011 .
Iværksættelsen af de 246 planer, der svarer til 8,3 procent af det danske landareal og 17,7 procent af det danske hav, ventes at koste 1,8 mia kroner, der bl.a. skal komme fra EU’s landdistriktsprogram .
Derefter har kommunerne et år til udarbejde og vedtage handleplaner der også skal i offentlig høring . I forsommeren 2012 er der offentliggjort handleplansforslag som er i offentlig høring hen over sommeren, og behandlingen skal være afsluttet 8. december 2012, hvor handleplanerne endeligt skal vedtages .

## 2016-2021
Forberedelsen af det videre forløb omkring Natura 2000-planer er i gang, og 20 december 2013 offentliggjorde Naturstyrelsen basisanalyser for de nu 252 Natura 2000-områder for perioden 2016-21 
Miljø- og fødevareminister Esben Lunde Larsen offentliggjorde 20 april 252 nye naturplaner for planperioden 2016 til 2021
  .
Nationalt prioriteres indsatsen i 2. planperiode, at den planlagte og igangsatte indsats i 1. planperiode fastholdes og afsluttes, og der tages hånd om særligt truede naturtyper og arter, for dermed at sikre en grundlæggende beskyttelse af udpegningsgrundlaget. Det kan f.eks. ske ved genrydning af arealer, hvor der tidligere har været gennemført en Natura 2000-indsats.
Der påbegyndes en strategisk indsats for langsigtet at sikre den nødvendige pleje af de lysåbne naturarealer.
I januar 2017 udsendte DCE – Nationalt Center for Miljø og Energi ved Aarhus Universitet en rapport om naturens tilstand i Danmark. NOVANA-rapporten der er om naturtyper på land, er baseret på overvågningsdata fra perioden 2004 til 2015, og viser tilbagegang for 11 ud af de 17 naturtyper der er undersøgt.
20. oktober 2020 offentliggjorde DRs Detektor-redaktion en undersøgelse der, efter en gennemgang, viste at 1/3 af de danske Natura-2000 områder består af dyrket mark, uden særlig beskyttelse.
Forbedring af vandkvaliteten i overflade- og grundvand gennemføres som led i vandplanlægningen.

## Ny EU-handlingsplan 2017
EU-Kommissionen præsenterede 27. april 2017 en 15 punkts handlingsplan for at få ”en hurtig forbedring” af EU-landenes implementering af fugle- og habitatsdirektiverne. Baggrunden er at kun omkring halvdelen af fuglene og en del af de beskyttede arter og naturtyper har det godt nok i dag. Planen skal blandt andet øge viden og naturovervågning og budgetterne til LIFE – EU's støtteprogram for natur og miljø øges med med 10 procent til natur og biodiversitet.

## Omlægning af områderne i Danmark 2017-18
Daværende Miljø- og fødevareminister Esben Lunde Larsen udsendte i september 2017 et forslag om tilpasning af Natura 2000-områdernes afgrænsning i høring. Ifølge oplægget vil man fjerne ca. 28.000 hektar fra Naturas 2000-områderne. Det drejer sig i hovedsagen om intensivt dyrkede jordbrugsarealer og byarealer, som ikke bidrager til beskyttelsen af direktivarter og naturtyper.
Efter en gennemgang af en stor mængde høringssvar, meddelte Miljø og Fødevareministeriet i slutningen af juni 2018, at man vil udlægge ca. 30.000 hektar ny natur som Natura 2000-områder. Det svarer i store træk til det areal man vil fjerne i ovennævnte justering (der også er blevet øget lidt), men som skal være reelle naturområder. Man havde først meddelt at man kun ville kompensere med omkring 5000 hektar, hvilket udløste en del kritik. Efter sommerferien vil en bekendtgørelse om ændringerne af områdegrænserne komme i høring. Når de er på plads, skal de endeligt godkendes af EU-Kommissionen.

## Status 2020
19. oktober udsendte Det Europæiske Miljøagentur, EEA en rapport hvor man har undersøgt mere end 2.000 arter og levesteder, som har behov for bevaring eller genoprettelse. Den viser at tabet af biodiversitet fortsætter i hele EU, med en generelt dårlig tilstand for økosystemer, levesteder og arter i Europa. Kun 15 % af habitatvurderingerne har en god bevaringsstatus, mens 81 % har en dårlig eller ringe bevaringsstatus på EU-niveau. I Danmark er det mere end 70% af de beskyttede levesteder har status som dårligt bevarede, og vi har sammen med Belgien og Storbritannien den laveste andel af levesteder, som er godt bevarede
EEA's rapport viser en positiv udvikling i bevaringsindsatsen. Både antallet og typerne af områder, der er beskyttet under Natura 2000-nettet, er steget gennem de seneste 6 år, og EU har opfyldt de globale mål om beskyttelse for ca. 18 % af unionens landområder og næsten 10 % af havområderne. Disse mål er dog under forandring, og den danske regering tilsluttede sig i september 2020et verdensmål der siger at 30 pct. af klodens land og hav skal beskyttes for at sikre natur og biodiversitet.